# ДТР
Дрезины-транспортёры (ДТР) — советские бронедрезины, предназначенные для передвижения взвода управления отдельного бронепоезда или дивизиона бронепоездов и перевозки раненных и специальных грузов. Всего в 1935—1937 годах было построено пять ДТР.

## История
Летом 1934 года по выданным управлением механизации и моторизации РККА (УММ) тактико-техническим требованиям предполагали сделать три разных типа бронедрезин — тяжелую, транспортер и штабную:
Бронедрезину-транспортёр с основным назначением обеспечение беспрепятственного передвижения взвода управления бронепоездной части под огнем противника при переброске по железнодорожному полотну для организации командного и наблюдательного пунктов, и транспортировки раненых и специальных грузов.
Но только в конце 1934 года специальный цех московского железнодорожноремонтного завода изготовил опытную бронедрезину. Как и другие военные разработки этого завода, она обозначена «Э» (экспериментальный образец) — Э-6 (транспортёр). Главный конструктор Э-6 В. Филимонов, в общем руководил работами начальник конструкторского бюро завода Можерез Н. Гуленко.
При передаче в войска дрезина получила новый индекс ДТР (дрезина-транспортёр).
Для бронедрезины-транспортёра ДТР без изменений использовали шасси моторной дрезины Уа Калужского машиностроительного завода. К раме шасси болтами крепили корпус, борта сварены из восьмимиллиметровых и крыша и пол из четырёхмиллиметровых броневых листов.
В центре крыши ДТР 16-ти гранная сварная башня с пулемётом Максима в шаровой установке. Кроме того, в каждом борту по две установки пулемётов ДТ, и ещё по одному ДТ разместили в переднем и заднем листах. Боекомплект пулемётов из 4 032 патронов к ДТ и 3 000 к «Максиму». Для посадки экипажа и десантников с каждой стороны было по две двери — всего четыре, для наблюдения в правом борту был люк, в левом были жалюзи для доступа воздуха к радиатору. Бронедрезину оснащали радиостанцией 71-ТК-1 с поручневой антенной и механизмом для перехода на параллельный путь.
Механизм для подъёма и перехода на параллельный путь состоял из гидравлического подъемника с поворотным кругом на шариковой опоре и балок. Бронедрезину сначала вывешивали на подъемнике, потом поворачивали на 90 градусов, лебёдкой перекатывали по уложенным поперёк путей балкам на параллельный путь, разворачивали и опускали на рельсы.
В конце 1935 года опытную бронедрезину передали в отдельный полк бронепоездов для войсковых испытаний. Бронедрезину ДТР испытывали 7-26 января 1936 года на маршруте Брянск — Смоленск — Орел. Этот пробег позволил внести небольшие изменения в конструкцию бронедрезины для большей её надёжности. Также в это время выбирали завод для серийного производства бронедрезин. Выбрали Подольский крекингоэлектровозостроительный (КЭС) завод — завод уже имел опыт изготовления броневых корпусов для танкеток Т-27 и танков Т-37.
На 1936 год дали план 10 ДТР, но его не выполнили по нескольким причинам. В частности, 13 июня 1936 года представитель военной приемки на крекингоэлектровозостроительном заводе написал в автобронетанковое управление (АБТУ) письмо «О результате переговоров на заводе КЭС по вопросу форсированного изготовления тяжелых бронедрезин (БДТ) по заданию Генерального Штаба Красной Армии», в нём написано, что по договору завод должен сдать в августе и сентябре по одной ДТР и закончена проработка чертежей и есть броня необходимой толщины. По результатам переговоров об ускорении сдачи бронедрезин технический директор Акопов сообщил сроки: в июле одна, в августе шесть и в сентябре две ДТР. Так к октябрю 1936 года план по бронедрезинам должен быть выполнен. Но прогноз очень оптимистичен. Например, 28 сентября 1936 года директор Подольского завода писал в АБТУ что на сегодняшний день башни ДТР испытаний обстрелом не выдержали. И до конца 1936 года предъявлено РККА 3 ДТР, но они окончательно сданы только в 1937 году.
Планом на 1937 год Подольский крекингоэлектровозостроительный завод должен был изготовить 10 бронедрезин ДТР, но завод сдал АБТУ только 4 ДТР (из них 3 изготовления 1936 года), после чего выпуск бронедрезин прекратил. Так в 1935—1937 годах заводы дали РККА пять бронедрезин ДТР. При этом часть бронедрезин изготовления крекингоэлектровозостроительного завода не со сварными, а с клёпанными корпусами, из-за того, что завод не освоил сварку цементированной брони.

## Служба и боевое применение
По первоначальному плану бронедрезины должны были входить в бронепоездные подразделения. 15 июля 1935 года, ещё во время заводских испытаний опытной бронедрезины, руководство УММ направило начальнику штаба РККА Егорову проект новой организации бронепоездных частей. По нему каждый дивизион бронепоездов включал 3 бронедрезины-транспортера (ДТР), 1 штабную бронедрезину (ДШ) и 4 бронемашины на железнодорожном ходу (1 БА-6жд и 3 ФАИ-жд). А каждый отдельный бронепоезд, не входивший в дивизион бронепоездов, должен был иметь одну тяжёлую бронедрезину (БДТ), 1 дрезину-транспортёр ДТР и 3 бронемашины на железнодорожном ходу (2 БА-6жд и 1 ФАИ-жд).
К началу Великой Отечественной войны все пять ДТР были в бронепоездных частях: в 8-м (1 ДТР) и 9-м (1 ДТР) отдельных дивизионах бронепоездов, в 11-м (1 ДТР) отдельном бронепоезде и в бронепоездах 60-го и 66-го полков войск НКВД по охране железных дорог. В боях лета — осени 1941 года как минимум 2 ДТР потеряли (одну из 8-го дивизиона бронепоездов и одну из бронепоезда НКВД). Известно, что одну ДТР в 1942—1943 годах использовали в 11-м дивизионе бронепоездов. Одну трофейную ДТР использовали немцы в бронепоезде № 10 (Panzer Zug 10 [Pz.10]), а корпус второй установили на обычную платформу как бронированный каземат.